# حسن عبد الرحمن (سياسي)
حسن عبد القادر حسين عبد الرحمن (وُلد في 28 مارس 1944 في سردا) سياسي فلسطيني وسفير منظمة التحرير الفلسطينية والسلطة الوطنية الفلسطينية السابق لدى الولايات المتحدة خلال الفترة من 1983 إلى 2005.